# Minamoto no Michitomo
Minamoto no Michitomo (jap. 源 通具; * 1171; † 13. Oktober 1227) war ein japanischer Waka-Dichter und Politiker.
Minamoto no Michitomo war der zweite Sohn des Naidaijin Minamoto no Michichika und der Tochter von Taira no Norimori. Er heiratete um 1190 die Dichterin Fujiwara no Toshinari no Musume, die Enkel- und Adoptivtochter Fujiwara no Toshinaris. 1201 wurde er Ratgeber (sangi) und später Dainagon, sowie in den Wirklichen Zweiten Hofrang erhoben.
Er war einer der Kompilatoren der kaiserlichen Waka-Anthologie Shinkokin-wakashū, die 1205 zusammengestellt wurde.